# Collybia purpureogrisea
Collybia purpureogrisea är en svampart som först beskrevs av Petch, och fick sitt nu gällande namn av David Norman Pegler 1986. Collybia purpureogrisea ingår i släktet Collybia och familjen Tricholomataceae.   Inga underarter finns listade i Catalogue of Life.